# Miskolctapolcai Tatár-árok - Vörös-bérc
Miskolctapolcai Tatár-árok - Vörös-bérc este o arie protejată (arie specială de conservare — SAC, sit de importanță comunitară — SCI) din Ungaria întinsă pe o suprafață de 537,46 ha, integral pe uscat.

## Localizare
Centrul sitului Miskolctapolcai Tatár-árok - Vörös-bérc este situat la coordonatele 48°04′13″N 20°41′23″E / 48.070278°N 20.689722°E.

## Înființare
Situl Miskolctapolcai Tatár-árok - Vörös-bérc a fost declarat sit de importanță comunitară în mai 2004 pentru a proteja 4 specii de plante și 13 specii de animale. Situl a fost protejat și ca arie specială de conservare în februarie 2010.

## Biodiversitate
Situată în ecoregiunea panonică, aria protejată conține 13 habitate naturale: Păduri panonice cu Quercus petraea și Carpinus betulus, Păduri de fag din Europa Centrală dezvoltate pe sol calcaros cu Cephalanthero-Fagion, Păduri panonice cu Quercus pubescens, Pajiști panonice carstice (Stipo-Festucetalia pallentis), Păduri panonice-balcanice de stejar turcesc - stejar sesil, Păduri pe pante, grohotișuri și ravene de Tilio-Acerion, Păduri de fag Asperulo-Fagetum, Tufărișuri subcontinentale peripanonice, Peșteri inaccesibile publicului, Pante stâncoase calcaroase cu vegetație casmofită, Pajiști stepice subpanonice, Păduri de fag Luzulo-Fagetum, Fânețe de joasă altitudine (Alopecurus pratensis, Sanguisorba officinalis).
La baza desemnării sitului se află mai multe specii protejate:
- plante (4): papucul doamnei (Cypripedium calceolus), Echium russicum, sisinei (Pulsatilla grandis), Thlaspi jankae
- mamifere (8): liliac cârn (Barbastella barbastellus), liliac cu aripi lungi (Miniopterus schreibersii), liliac cu urechi mari (Myotis bechsteinii), liliac cu urechi de șoarece (Myotis blythii), liliac comun (Myotis myotis), liliacul mediteranean cu potcoavă (Rhinolophus euryale), liliacul mare cu potcoavă (Rhinolophus ferrumequinum), liliacul mic cu potcoavă (Rhinolophus hipposideros)
- nevertebrate (5): croitorul mare al stejarului (Cerambyx cerdo), Cucujus cinnaberinus, Euplagia quadripunctaria, rădașcă (Lucanus cervus), Rosalia alpina

Pe lângă speciile protejate, pe teritoriul sitului au mai fost identificate 16 specii de plante, 2 specii de amfibieni, 2 specii de mamifere, 11 specii de nevertebrate, 7 specii de reptile.